# Hexapole dorienne

Colonies grecques en Asie mineure, Hexapole dorienne en bleu, au sud

L'Hexapole dorienne est durant l'Antiquité grecque une confédération de six cités de Doride en Anatolie.
Elle comprend :
- Kos, sur l'île éponyme ;
- Cnide et Halicarnasse, en Carie ;
- Lindos, Ialyssos et Camiros, sur l'île de Rhodes.

Le sanctuaire commun est le Triopion, un temple dédié à Apollon situé sur le promontoire de Cnide. Les jeux doriens y sont célébrés.
D'après Hérodote, Halicarnasse a été exclue de l'Hexapole. L'historien explique cette exclusion par le fait qu'un citoyen d'Halicarnasse aurait emporté chez lui un trépied gagné au concours du Triopion, alors que l'usage est, pour le vainqueur, de consacrer son prix à Apollon.